# Gotra
En sánscrito, el término gotra significa ‘clan’ o ‘linaje’.

## Nombre
- gotra, en el sistema AITS (alfabeto internacional para la transliteración del sánscrito).
- गोत्र, en escritura devanagari del sánscrito.
- Pronunciación: /gó-trá/ (en sánscrito)[1] o /gótr/ (en varios idiomas modernos de la India, como el bengalí, el hindí, el maratí o el palí).
- Etimología: ‘corral’; en este caso significa una familia delimitada por un cerco protector[1]
  - go: ‘vaca’
  - tra: ‘protección’

## Descripción de los gotrás (linajes)
La afiliación completa de un hinduista perteneciente a alguna de las tres castas superiores ―brahmán (sacerdote), chatría (militar) o vaisia (comerciante)―, que le permite tener una pertenencia, consiste en:
1. gotrá (sus antepasados).
2. pravara (subfamilia).
3. sutra (los textos que rigen su vida).
4. sakha (una escuela de repetición de alguno de los Vedas).[2]

### Gotra
El gotra de un duiya (hinduista perteneciente a alguna de las tres castas superiores) representa a todos los que descienden de un rishi (‘sabio’ mítico) ancestral en común.
El gramático Panini (siglo IV a. C.) definía gotra como la progenie de un rishí.
El Baudaiana-srauta-sutra enumera los ocho linajes principales (o gotras raíz) que se basan en los siguientes ocho rishís:
- Agastia
- Atri
- Bharad Vaya
- Bhrigu
- Gautama
- Kasiapa
- Vashista
- Visuá Mitra (Kaushika-gotra).

Todos los gotras de brahmanes evolucionaron a partir de uno de esos ocho gotras. El Asualaiana-srauta-sutra menciona que los principales gotras iniciales se dividieron a su vez en ganas (grupos), luego en pakshas) y finalmente en gotras individuales.

### Pravara
Pravara se define como el grupo de sabios que permite distinguir al fundador (iniciador) de un gotra individual de otro.
Pravara es el número de los risis más ilustres que pertenecían a esa gotra individual en particular.
El pravara comienza con el nombre del gotra principal y termina con el nombre del fundador del gotra individual.
En general, el pravara identifica la relación de una persona con dos, tres o hasta cinco rishís más ilustres que forman un grupo dentro de un gotra individual.
Según el Asualaiana-srauta-sutra, los pravaras fueron instituidos bajo el nombre de los siguientes rishis:
- Agastia
- Ánguira (que reúne a Gautamá y a Bharad-Vaya).
- Atri
- Kashiapa
- Vasista
- Visua Mitra.

Hay dos tipos de pravaras:
- sisia-prasisia-rishi parampará, o sea, la sucesión discipular de maestro a discípulo
- putra parampará, o sea, sucesión discipular de padre a hijo.[2][3]

De acuerdo con Govind Sadashiv Ghurye, el esquema pravara fue formulado hacia el 500 a. C.
Durante ese mismo período Baudhaiana añade a su texto Baudaiana-srauta-sutra una lista de más de 800 gotras (y de los pravaras que van con ellos).
Mientras que el Rig-veda (el texto más antiguo de la India, de mediados del II milenio a. C.) fue considerado como la fuente última de conocimiento sobre dharma (deber religioso), entre el siglo VI y el III a. C.
se formularon textos orales basados de las tradiciones védicas (sakhas), preocupados con los rituales y las leyes.
Estos textos son conocidos como Kalpa-sutras.
Forman parte de un conjunto de conocimientos auxiliares conocidos como Vedangas (es decir, las ‘ramas de los Vedas’).
Mientras los Vedas se consideran la revelación directa (sruti: ‘escuchado’ por los rishis), los Kalpa-sutra son considerados como la tradición concomitante (smṛti: ‘lo recordado’ por los rishis) compuesto por rishis dentro de cada escuelas védica diferente.

### Kalpa-sutra
Los Kalpa-sutras se clasifican en tres grupos:

#### Srauta-sutras
Los textos Śrautasūtras tratan acerca de la correcta ejecución de los solemnes ritos públicos o privados.
Se llaman Srauta porque están basados en los śruti (los Vedas y los Upanishad), establecen y explican las reglas de una manera altamente técnica, para la realización de los rituales védicos públicos.
Algunos de los Śrauta-sūtras son:
- Apastamba-srauta-sutra
- Aswalaiana-srauta-sutra
- Baudhaiana-srauta-sutra
- Jiraniakeshin-srauta-sutra
- Yaiminíia-srauta-sutra
- Katiaiana-srauta-sutra
- Latiaiana-srauta-sutra
- Mánava-srauta-sutra
- Sankhaiana-srauta-sutra
- Vaitana-srauta-sutra.[7]

#### Grijia-sutras
Los grijia-sutra (textos para el hogar) son los manuales para ejecutar los ritos domésticos.
Describen los diferentes tipos de rituales (iagña: ‘sacrificios de fuego’) para realizar en el hogar.
- Apastamba-grijia-sutra
- Aswalaiana-grijia-sutra
- Baudhaiana-grijia-sutra
- Gobhil-grijia-sutra
- Jiraniakeshin-grijia-sutra
- Yaiminíia-grijia-sutra
- Katiaiana-grijia-sutra
- Kauthuma-grijia-sutra
- Sankhaiana-grijia-sutra

#### Dharma-sutras
Los Dharma-sūtras tratan acerca de las leyes y la ética social.
Estos textos desarrollan los temas encontrados en los Grijia-sūtras y se refieren a las reglas sociales de la vida diaria, a la jurisprudencia y castigo de los delitos, y a las normas que rigen a los ásramas (las cuatro etapas a lo largo de la vida: estudiante, casado, religioso y vagabundo).
Algunos de los Dharma-sutra más prominentes son:
- Apastamba-dharma-sutra
- Baudhaiana-dharma-sutra
- Gautam-dharma-sutra
- Jiraniakesin-dharma-sutra
- Vasistha-dharma-sutra
- Visnú-dharma-sutra.

#### Shakas (escuelas repetidoras de los «Vedas»)
Los sakhas (‘ramas’, escuelas de repetidores de los Vedas) enuncian las ideologías brahmánicas del dharma mediante las más rígidas tradiciones védicas, en textos recitados relativos a la ejecución de la orden ritual de sacrificio védico, que se refiere sobre todo a la realización de ritos solemnes obligatorios para todos los brahmanes, a los rituales domésticos y las obligaciones correspondientes al propio grupo familiar y social.
De acuerdo con el Viakarana-majá-bhasia del gramático Patanyali, existían:
- 21 sakhas del Rig-veda,
- 101 sakhas del Iáyur-veda
  - 86 sakhas del Krisna-iáyur-veda y
  - 15 sakhas del Sukla-iáyur-veda).
- más de 1000 sakhas de canto del Sama-veda
- 9 sakhas del Atharva-veda

- Las escuelas repetidoras del Rig-veda que existen posiblemente en la actualidad son: Āśvalāyana, Bāṣhkala, Kauṡitaki, Mandukya, Paiṇgi, Sakala y Ṡankhāyana.[8]
- Las escuelas repetidoras del Sama-veda que existen posiblemente en la actualidad son: Bhallavi, Jaiminiya / Talāvakara, Kauthuma, Ranāyaṇiya y Ṡatyāyana[8]
- Las escuelas repetidoras del Sukla-iáyur-veda que existen posiblemente en la actualidad son: Kanva, Katyayana y Mādhyandina Vājasaneyi[8]
- Las escuelas repetidoras del Krisna-iáyur-veda que existen posiblemente en la actualidad son: Caraka Katha, Jabala, Kapisthala Katha, Maitrāyaṇi y Taittiriya[8]
- Las escuelas repetidoras del Átharva-veda que existen posiblemente en la actualidad son:

Paippalāda y Ṡaunaka.

#### Charanas
La información sobre los sakhas de los Vedas aparece en el Charana-viuja (es decir, la muestra de las escuelas de los Vedas).
Hay tres Charana-viujas notables, atribuidos a Shaúnaka, Katiaiana y Viasa respectivamente.
Un grupo de brahmanes que estudiaban un sakha en particular en su totalidad ―es decir, su Samhita, su Brahmán (texto), su Araniaka, su Kalpa-sutra correspondiente, y todos sus textos adicionales― y que llevaran a cabo los rituales correspondientes a ese sakha, se decía que seguían un Charana (es decir, la escuela o rama de ese Veda) en particular.
Por ejemplo, los brahmanes que estudiaban y repetían el Taitiríia-samjita, el Taitiríia-bráhmana, y el Taitiríia-araniaka junto con los Apastamba-kalpa-sutra se decía que seguían el Apastamba Charana.

### Otra clasificación de gotras

#### Shásana (localidad)
Los brahmanes pancha-gaur ―en el norte de la India― también han seguido ampliamente otra clasificación dentro de los gotras, además de acatar las afiliaciones antes mencionadas.
Otra clasificación de los gotras es el sistema vipra-shásana (‘contrato del brahmán’) o alla (en hindí: अल्ल), que da información sobre el lugar donde una familia brahmán vivió en la antigüedad.
Shásana se refiere a una escritura o una concesión de tierras, generalmente escrita en una chapa de cobre o en piedra.
Un vipra (‘inspirado’) es un brahmán.
Se llamaba vipra-shásana a un pueblo donde residían brahmanes de diferentes gotras.
Un pradhan ―es decir, un purojit (sacerdote principal)― encabezaba el shásana y guiaba a los otros brahmanes de la aldea durante los sacrificios religiosos.
A menudo un mismo shásana se encuentra en más de un gotra, y más de un shásana se puede encotnrar en un gotra.
Cada shásana tiene un nombre distintivo, que representa el nombre de alguna antigua localidad.
Algunos gotras tiene un gran número de shásanas asociados con ellos.
El vipra-shásana (o al.la) completo de un brahmán se puede describir así:
- Manikpur ke Bhatt (o sea ‘[el brahmán de apellido familiar] Bhatt, proveniente de la localidad llamada Manikpur’).
- Khyamal ke Upadhyay (o sea ‘[el brahmán de apellido familiar] Upadhyay, proveniente de la localidad llamada Khyamal’).